# Гришин, Михаил Данилович
Михаил Данилович Гришин (1898—1982) — советский военачальник, генерал-майор (1942), участник Великой Отечественной войны.

## Биография
Родился в Тульской области в крестьянской семье. С детства трудился в сельском хозяйстве, выезжал на заработки в Москву. Во время Первой мировой войны воевал в Прибалтике, был ранен. В 1918 году вступил в Красную Армию. Участник Гражданской войны. Член ВКП(б) с 1926 года. Прошёл путь от комвзвода до командира дивизии. С ноября 1939 года командовал 2-й стрелковой дивизией Западного Особого военного округа в звании полковника.
На начало Великой Отечественной войны 22 июня 1941 года находился в отпуске в санатории г. Сочи. Его 2-я стрелковая дивизия, расположенная на границе в р-не крепости Осовец, в первые же дни оказалась в окружении в результате фланговых ударов танковой группы Гудериана. Возвращаясь в свою часть, в конце июня 1941 года принял участие в обороне Борисова (полковник М. Д. Гришин командовал 2-м боевым участком, который оборонял сам город Борисов; ему подчинялись два сводных стрелковых полка, гаубичный артполк и другие подразделения; это уже было похоже на дивизию, так её иногда и называли — «сводная дивизия Гришина»).
После окончания боёв за Борисов находился в распоряжении Главного управления кадров НКО СССР, в конце июля 1941 года на некоторое время возглавил 4-й воздушно-десантный корпус, который действовал на кричевском направлении (участие в боях за Кричев упомянуто в награждени полковника М. Д. Гришина орденом Красного Знамени в ноябре 1941 года). В августе 1941 года возглавил 42-ю дивизию в составе 3-й, затем 21-й армии, которая оборонялась в Полесье.
С августа 1941 года командовал 6-й стрелковой дивизией, которая вела тяжёлые оборонительные бои в Белоруссии и Брянской области в составе 13-й армии, неоднократно попадала в окружение (р-н п. Суземка, р-н п. Нижнее Песочное на р. Свапа). М.Д. Гришин лично руководил прорывами и был награждён первым орденом Красного Знамени, в наградном листе которого записано: «Находясь в тылу противника в октябре и, выводя дивизию из окружения, он проявил умение и мужество, отвагу и героизм» .
В ноябре-декабре 1941 года 6-я стрелковая дивизия под командованием М. Д. Гришина сражалась на Елецко-Ливенском направлении. С 23 по 25 ноября вела упорные бои за Ливны, а с 8 декабря участвовала в Елецкой наступательной операции на южном крыле 13-й армии Юго-Западного фронта. В ходе боев в районе Долгоруково (современная Липецкая область) Гришин умелым тактическим маневром выбил врага из села под удар 1-й гвардейской стрелковой дивизии И. Н. Руссиянова, что привело к окружению и разгрому долгоруковской группировки противника. С декабря 1941 года по март 1942 года в ходе Елецкой операции 6-я стрелковая дивизия М.Д. Гришина в составе Брянского и Юго-западного фронтов продвинулась на Запад на 200 км. В июле-августе 1942 года 6-я стрелковая дивизия участвовала в боях за освобождение Воронежа, начав наступательную операцию по овладению Чижевским плацдармом.
В 1943—1944 годах Гришин командовал 376-й и 286-й стрелковыми дивизиями при прорыве блокады Ленинграда: зимой 1943 года — при прорыве и установлении коридора вдоль южного берега Ладожского озера (Синявино), затем — при наступлении южнее Ленинграда (Колпино) и полном снятии блокады. В июне 1944 года 286-я стрелковая дивизия в составе 21-й армии громила финскую армию на Карельском перешейке. За 10 дней боёв, прорывая линию Маннергейма, дивизия прошла от р. Сестры до Выборга. За эту операцию дивизии было присвоено наименование "Ленинградская", а командир дивизии награждён орденом Суворова 2 степени.
В 1945 году в качестве командира 286-й стрелковой дивизии 1-го Украинского фронта участвовал в Висло-Одерской операции. В сложных условиях промышленных районов Силезии 286-я стрелковая дивизия обеспечила продвижение фронта   со скоростью втрое превосходившей обычную. Преодолевая упорное сопротивление врага, дивизия отличилась в операциях по освобождению Кракова, Катовице и Домбровского угольного бассейна в Силезии. В январе 1945 года дивизия освободила Явожно, где находился один из филиалов лагеря смерти Аушвиц. За активное участие в этих операциях М. Д. Гришин был награждён орденом Кутузова 2-й степени.
После увольнения в запас работал в городе Пермь, затем жил в Москве, где умер в 1982 году.

## Награды
- Орден Ленина
- 2 ордена Красного Знамени
- Орден Суворова 2 степени
- Орден Кутузова 2 степени
- Медаль XX лет РККА
- другие медали.